# 劉進 (政治家)
劉 進（ユ・ジン、朝鮮語: 유진）は、朝鮮民主主義人民共和国の政治家。朝鮮労働党軍需工業部長、朝鮮労働党中央委員会政治局委員候補。

## 経歴
出生地や生年月日は不明。就任日は不明であるが、2016年6月に金正恩委員長が国防総合大学を現地指導した際に、朝鮮労働党中央委員会副部長として同行した。2017年に入り、金正恩委員長が北極星2号、火星14などの弾道ミサイル試射を視察した際にも同行し、同年10月7日に開催された朝鮮労働党中央委員会第7期第2回総会で党中央委員会委員候補に補選された。同年11月29日に実施された火星15の試射にも同行した。2019年7月に金正恩委員長が新造された潜水艦を視察した際には、劉が朝鮮労働党軍需工業部第1副部長に就任していたことが分かった。さらに2021年9月、朝鮮労働党軍需工業部長、朝鮮労働党中央委員会政治局委員候補への就任が確認された。
2022年11月の北朝鮮によるICBM発射実験などを受け、同年12月1日にアメリカ合衆国より兵器開発に関与したとして経済制裁の対象に指定され、アメリカ国内の資産が凍結されたほか、個人的な取引が禁止された。

## 参考サイト
- 북한정보포털